# Fiat 131
O Fiat 131 foi um automóvel sedã médio produzido pela fabricante italiana Fiat como sucessor do Fiat 124 desde outubro de 1974 a 1984, sendo substituído pelo Fiat Regata. O Fiat 131 chegou a ser vendido nos EUA como Fiat Brava.
Teve versões sedan de duas e quatro portas (denominadas de Mirafiori ou Super Mirafiori) e Station Wagon de 5 portas (essa denominada Familiare).
Os 131S Standard eram frequentemente vendidos como Mirafiori, que era o nome da planta de produção em que foram produzidos na Itália, e tinham motores SOHC de 1,3 L e 1,6 L.
Desde 1978 a Fiat produziu também uma versão atualizada chamada Supermirafiori. Estes tinham motores DOHC. Versões Diesel do 131 também foram feitas, além da versão de corrida. As revisões foram feitas em 1981, e todos os modelos foram produzidos até que a produção cessou em 1984.
A empresa Abarth criou um carro de corrida com base no Fiat 131 duas portas, denominado "131 Abarth", que vendeu 400 unidades da versão de estrada chamada Stradale. O Fiat 131 Abarth foi um carro muito bem sucedido, que ganhou três títulos mundiais de construtores em 1977, 1978 e 1980 e um título individual no WRC.

## Modelos similares
- O gêmeo espanhol: o Fiat 131 foi vendido na Espanha como "SEAT 131", na época que a SEAT era associada à Fiat e não à Volkswagen. Até 1982, os carros espanhóis da SEAT eram todos os gêmeos exatos dos modelos Fiat. A versão espanhola do 131 foi vendida e produzida na Espanha desde 1975 até 1984. A fábrica da SEAT também produziu uma versão própria do veículo (chamada 131 Panorama) para fins de exportação, mas estes foram rebatizados com emblemas Fiat.

- O gêmeo turco: a Tofaş da Turquia também fez sua produção sobre o Fiat 131S construído sob licença da Fiat. Modelos baseados no 131 incluem o Murat 131 Şahin (versão básica), o Murat 131 Doğan (versão luxuosa) e o Murat 131 Kartal (versão perua). Estes veículos gozaram de um ciclo de produção muito longo, e mais tarde foram substituídos por modelos mais novos da Fiat.

- O gêmeo polonês: a montagem do 131 sedã também foi realizada na Polônia por Fabryka Samochodów Osobowych (FSO) desde 1975 a 1981, e 3102 carros foram montados no total.[4]